# Csehország a 2014. évi téli olimpiai játékokon
Csehország az oroszországi Szocsiban megrendezett 2014. évi téli olimpiai játékok egyik részt vevő nemzete volt. Az országot az olimpián 13 sportágban 88 sportoló képviselte, akik összesen 8 érmet szereztek.

## Érmesek
| Érem  | Versenyző                                                          | Sportág        | Versenyszám                 |
| ----- | ------------------------------------------------------------------ | -------------- | --------------------------- |
| Arany | Martina Sáblíková                                                  | Gyorskorcsolya | Női 5000 m                  |
| Arany | Eva Samková                                                        | Snowboard      | Női snowboard cross         |
| Ezüst | Ondřej Moravec                                                     | Biatlon        | Férfi 12,5 km üldözőverseny |
| Ezüst | Gabriela Soukalová                                                 | Biatlon        | Női 12,5 km tömegrajtos     |
| Ezüst | Veronika Vítková Gabriela Soukalová Jaroslav Soukup Ondřej Moravec | Biatlon        | Vegyes váltó                |
| Ezüst | Martina Sáblíková                                                  | Gyorskorcsolya | Női 3000 m                  |
| Bronz | Jaroslav Soukup                                                    | Biatlon        | Férfi 10 km sprint          |
| Bronz | Ondřej Moravec                                                     | Biatlon        | Férfi 15 km tömegrajtos     |

## Alpesisí
Férfi
| Versenyző      | Versenyszám            | 1. futam      | 1. futam      | 2. futam      | 2. futam      | Összesítés | Összesítés |
| Versenyző      | Versenyszám            | Idő           | Hely.         | Idő           | Hely.         | Idő        | Helyezés   |
| -------------- | ---------------------- | ------------- | ------------- | ------------- | ------------- | ---------- | ---------- |
| Ondřej Bank    | Lesiklás               |               |               |               |               | 2:08,24    | 20.        |
| Ondřej Bank    | Műlesiklás             | nem indult    | nem indult    | kiesett       | kiesett       | kiesett    | kiesett    |
| Ondřej Bank    | Óriás-műlesiklás       | 1:22,01       | 2.            | 1:24,28       | 15.           | 2:46,29    | 5.         |
| Ondřej Bank    | Szuperóriás-műlesiklás |               |               |               |               | 1:19,11    | 9.         |
| Martin Vráblík | Lesiklás               |               |               |               |               | 2:11,73    | 35.        |
| Martin Vráblík | Műlesiklás             | nem ért célba | nem ért célba | kiesett       | kiesett       | kiesett    | kiesett    |
| Martin Vráblík | Óriás-műlesiklás       | 1:24,83       | 33.           | 1:26,01       | 30.           | 2:50,84    | 31.        |
| Martin Vráblík | Szuperóriás-műlesiklás |               |               |               |               | 1:22,01    | 33.        |
| Filip Trejbal  | Műlesiklás             | 50,80         | 38.           | nem ért célba | nem ért célba | kiesett    | kiesett    |
| Kryštof Krýzl  | Műlesiklás             | 49,63         | 32.           | nem ért célba | nem ért célba | kiesett    | kiesett    |
| Kryštof Krýzl  | Óriás-műlesiklás       | nem ért célba | nem ért célba | kiesett       | kiesett       | kiesett    | kiesett    |

| Versenyző      | Versenyszám | Lesiklás | Lesiklás | Műlesiklás | Műlesiklás | Összesítés | Összesítés |
| Versenyző      | Versenyszám | Idő      | Hely.    | Idő        | Hely.      | Idő        | Helyezés   |
| -------------- | ----------- | -------- | -------- | ---------- | ---------- | ---------- | ---------- |
| Ondřej Bank    | Összetett   | 1:53,38  | 2.       | 53,46      | 16.        | 2:46,84    | 7.         |
| Martin Vráblík | Összetett   | 1:56,36  | 29.      | 51,56      | 5.         | 2:47,92    | 16.        |
| Kryštof Krýzl  | Összetett   | 1:56,68  | 32.      | 53,21      | 14.        | 2:49,89    | 19.        |

Női
| Versenyző           | Versenyszám            | 1. futam      | 1. futam      | 2. futam | 2. futam | Összesítés | Összesítés |
| Versenyző           | Versenyszám            | Idő           | Hely.         | Idő      | Hely.    | Idő        | Helyezés   |
| ------------------- | ---------------------- | ------------- | ------------- | -------- | -------- | ---------- | ---------- |
| Martina Dubovská    | Műlesiklás             | 57,80         | 28.           | 53,62    | 21.      | 1:51,42    | 22.        |
| Martina Dubovská    | Óriás-műlesiklás       | nem ért célba | nem ért célba | kiesett  | kiesett  | kiesett    | kiesett    |
| Klára Křížová       | Lesiklás               |               |               |          |          | 1:43,47    | 21.        |
| Klára Křížová       | Szuperóriás-műlesiklás |               |               |          |          | 1:28,30    | 17.        |
| Katerina Paulathová | Műlesiklás             | nem ért célba | nem ért célba | kiesett  | kiesett  | kiesett    | kiesett    |
| Katerina Paulathová | Óriás-műlesiklás       | nem ért célba | nem ért célba | kiesett  | kiesett  | kiesett    | kiesett    |
| Katerina Paulathová | Szuperóriás-műlesiklás |               |               |          |          | 1:30,17    | 25.        |
| Šárka Strachová     | Műlesiklás             | 55,14         | 14.           | 52,25    | 7.       | 1:47,39    | 10.        |
| Šárka Strachová     | Óriás-műlesiklás       | nem ért célba | nem ért célba | kiesett  | kiesett  | kiesett    | kiesett    |

| Versenyző       | Versenyszám | Lesiklás | Lesiklás | Műlesiklás | Műlesiklás | Összesítés | Összesítés |
| Versenyző       | Versenyszám | Idő      | Hely.    | Idő        | Hely.      | Idő        | Helyezés   |
| --------------- | ----------- | -------- | -------- | ---------- | ---------- | ---------- | ---------- |
| Klára Křížová   | Összetett   | 1:44,89  | 18.      | 57,51      | 20.        | 2:42,40    | 19.        |
| Šárka Strachová | Összetett   | 1:46,51  | 25.      | 50,10      | 1.         | 2:36,61    | 9.         |

## Biatlon
Férfi
| Versenyző                                                  | Versenyszám            | Időeredmény | Lövőhiba    | Helyezés   |
| ---------------------------------------------------------- | ---------------------- | ----------- | ----------- | ---------- |
| Jaroslav Soukup                                            | 10 km sprint           | 24:39,2     | 0 (0+0)     |            |
| Jaroslav Soukup                                            | 12,5 km üldözőverseny  | 35:35,0     | 4 (0+0+2+2) | 20.        |
| Jaroslav Soukup                                            | 15 km tömegrajtos      | 45:22,2     | 4 (0+1+0+3) | 6.         |
| Jaroslav Soukup                                            | 20 km egyéni indításos | 51:55,1     | 1 (1+0+0+0) | 17.        |
| Ondřej Moravec                                             | 10 km sprint           | 24:48,1     | 0 (0+0)     | 8.         |
| Ondřej Moravec                                             | 12,5 km üldözőverseny  | 34:02,7     | 0 (0+0+0+0) |            |
| Ondřej Moravec                                             | 15 km tömegrajtos      | 42:42,9     | 0 (0+0+0+0) |            |
| Ondřej Moravec                                             | 20 km egyéni indításos | 51:55,8     | 2 (1+0+0+1) | 18.        |
| Michal Šlesingr                                            | 10 km sprint           | 25:51,7     | 1 (1+0)     | 31.        |
| Michal Šlesingr                                            | 12,5 km üldözőverseny  | nem indult  | nem indult  | nem indult |
| Michal Šlesingr                                            | 20 km egyéni indításos | 55:57,9     | 2 (1+0+0+1) | 57.        |
| Tomas Krupcik                                              | 10 km sprint           | 27:39,3     | 2 (1+1)     | 75.        |
| Michal Krčmář                                              | 20 km egyéni indításos | 56:14,1     | 3 (1+1+1+0) | 61.        |
| Michal Krčmář Jaroslav Soukup Tomáš Krupčík Ondřej Moravec | 4 × 7,5 km váltó       | 1:15:11,9   | 0+5         | 11.        |

Női
| Versenyző                                                          | Versenyszám            | Időeredmény | Lövőhiba    | Helyezés |
| ------------------------------------------------------------------ | ---------------------- | ----------- | ----------- | -------- |
| Veronika Vítková                                                   | 7,5 km sprint          | 21:50,8     | 0 (0+0)     | 16.      |
| Veronika Vítková                                                   | 10 km üldözőverseny    | 31:42,9     | 2 (1+0+0+1) | 21.      |
| Veronika Vítková                                                   | 12,5 km tömegrajtos    | 36:49,3     | 0 (0+0+0+0) | 8.       |
| Veronika Vítková                                                   | 15 km egyéni indításos | 45:46,0     | 1 (0+0+0+1) | 6.       |
| Gabriela Soukalová                                                 | 7,5 km sprint          | 22:17,5     | 3 (3+0)     | 29.      |
| Gabriela Soukalová                                                 | 10 km üldözőverseny    | 30:18,3     | 1 (0+0+0+1) | 4.       |
| Gabriela Soukalová                                                 | 12,5 km tömegrajtos    | 35:45,8     | 1 (0+0+0+1) |          |
| Gabriela Soukalová                                                 | 15 km egyéni indításos | 45:17,1     | 2 (0+1+0+1) | 4.       |
| Eva Puskarčíková                                                   | 7,5 km sprint          | 23:00,9     | 1 (1+0)     | 45.      |
| Eva Puskarčíková                                                   | 10 km üldözőverseny    | 33:59,0     | 2 (0+0+1+1) | 42.      |
| Eva Puskarčíková                                                   | 15 km egyéni indításos | 47:34,6     | 1 (0+0+0+1) | 22.      |
| Jitka Landová                                                      | 7,5 km sprint          | 23:16,9     | 2 (1+1)     | 50.      |
| Jitka Landová                                                      | 10 km üldözőverseny    | 35:37,6     | 5 (0+2+3+0) | 52.      |
| Jitka Landová                                                      | 15 km egyéni indításos | 52:05,7     | 6 (2+1+2+1) | 60.      |
| Eva Puskarčíková Gabriela Soukalová Jitka Landová Veronika Vítková | 4 × 6 km váltó         | 1:11:25,7   | 0+14        | 4.       |

Vegyes
| Versenyző                                                          | Versenyszám  | Időeredmény | Lövőhiba | Helyezés |
| ------------------------------------------------------------------ | ------------ | ----------- | -------- | -------- |
| Veronika Vítková Gabriela Soukalová Jaroslav Soukup Ondřej Moravec | Vegyes váltó | 1:09:49,6   | 0+7      |          |

## Bob
Férfi
| Versenyző                                           | Versenyszám | 1. futam | 1. futam | 2. futam | 2. futam | 3. futam | 3. futam | 4. futam | 4. futam | Összesítés | Összesítés |
| Versenyző                                           | Versenyszám | Idő      | Hely.    | Idő      | Hely.    | Idő      | Hely.    | Idő      | Hely.    | Idő        | Helyezés   |
| --------------------------------------------------- | ----------- | -------- | -------- | -------- | -------- | -------- | -------- | -------- | -------- | ---------- | ---------- |
| Michal Vacek Jan Vrba*                              | Kettes      | 57,72    | 24.      | 57,75    | 23.      | 57,71    | 23.      | kiesett  | kiesett  | 2:53,18    | 22.        |
| Dominik Dvořák Dominik Suchý Michal Vacek Jan Vrba* | Négyes      | 55,95    | 20.      | 55,47    | =9.      | 55,95    | 16.      | 55,80    | 15.      | 3:43,17    | 14.        |

* – a bob vezetője

## Északi összetett
| Versenyző                                               | Versenyszám        | Síugrás | Síugrás | Síugrás | Síugrás    | Sífutás | Összesítés | Összesítés |
| Versenyző                                               | Versenyszám        | Táv     | Pont    | Hely.   | Időhátrány | Idő     | Idő        | Helyezés   |
| ------------------------------------------------------- | ------------------ | ------- | ------- | ------- | ---------- | ------- | ---------- | ---------- |
| Pavel Churavý                                           | Normálsánc + 10 km | 96,5    | 114,9   | 22.     | +1:06      | 24:26,1 | 25:32,1    | 23.        |
| Pavel Churavý                                           | Nagysánc + 10 km   | 123,0   | 103,6   | 24.     | +1:42      | 24:10,0 | 25:52,0    | 32.        |
| Miroslav Dvořák                                         | Normálsánc + 10 km | 89,5    | 101,8   | 44.     | +1:59      | 23:59,6 | 25:58,6    | 29.        |
| Miroslav Dvořák                                         | Nagysánc + 10 km   | 125,0   | 104,2   | 22.     | +1:39      | 22:21,1 | 24:00,1    | 11.        |
| Tomáš Portýk                                            | Normálsánc + 10 km | 97,5    | 119,8   | 13.     | +0:47      | 25:30,2 | 26:17,2    | 32.        |
| Tomáš Portýk                                            | Nagysánc + 10 km   | 128,5   | 114,4   | 10.     | +0:58      | 24:01,8 | 24:59,8    | 25.        |
| Tomáš Slavík                                            | Normálsánc + 10 km | 94,0    | 108,1   | 33.     | +1:34      | 24:09,4 | 25:43,4    | 25.        |
| Tomáš Slavík                                            | Nagysánc + 10 km   | 120,5   | 101,0   | 26.     | +1:52      | 23:44,2 | 25:36,2    | 29.        |
| Tomáš Portyk Tomáš Slavík Miroslav Dvořák Pavel Churavý | Csapat             | –       | 440,0   | 5.      | +0:56      | 48:40,1 | 49:36,1    | 7.         |

## Gyorskorcsolya

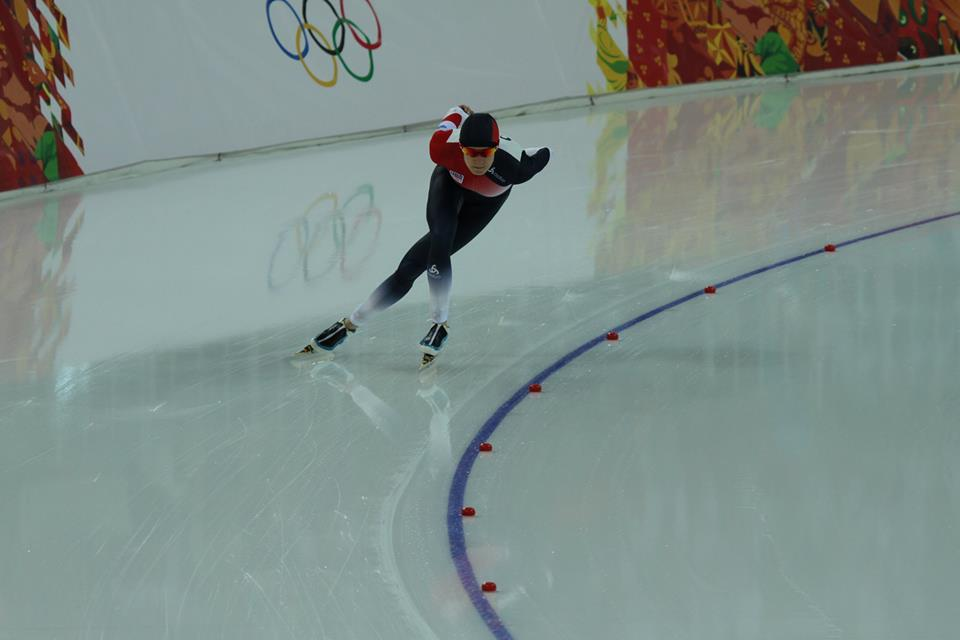
Martina Sáblíková ezüstérmet szerzett a 3000 méteres versenyszámban

Női
| Versenyző         | Versenyszám | 1. futam | 1. futam | 2. futam | 2. futam | Eredmény | Helyezés |
| Versenyző         | Versenyszám | Idő      | Hely.    | Idő      | Hely.    | Eredmény | Helyezés |
| ----------------- | ----------- | -------- | -------- | -------- | -------- | -------- | -------- |
| Karolína Erbanová | 500 m       | 38,23    | 9.       | 38,62    | 13.      | 76,86    | 10.      |
| Karolína Erbanová | 1000 m      |          |          |          |          | 1:15,74  | 10.      |
| Karolína Erbanová | 1500 m      |          |          |          |          | 1:58,23  | 13.      |
| Martina Sáblíková | 3000 m      |          |          |          |          | 4:01,95  |          |
| Martina Sáblíková | 5000 m      |          |          |          |          | 6:51,54  |          |

## Jégkorong

### Férfi
| Cseh nemzeti férfi jégkorongcsapat-játékoskeret | Cseh nemzeti férfi jégkorongcsapat-játékoskeret | Cseh nemzeti férfi jégkorongcsapat-játékoskeret | Cseh nemzeti férfi jégkorongcsapat-játékoskeret | Cseh nemzeti férfi jégkorongcsapat-játékoskeret | Cseh nemzeti férfi jégkorongcsapat-játékoskeret | Cseh nemzeti férfi jégkorongcsapat-játékoskeret |
| #                                               | Név                                             | Poszt                                           | Magasság                                        | Súly                                            | Kor                                             | Klub                                            |
| ----------------------------------------------- | ----------------------------------------------- | ----------------------------------------------- | ----------------------------------------------- | ----------------------------------------------- | ----------------------------------------------- | ----------------------------------------------- |
| 1                                               | Jakub Kovář                                     | K                                               | 184 cm                                          | 91 kg                                           | 1988. július 19. (25 évesen)                    | HK Avtomobiliszt Jekatyerinburg                 |
| 31                                              | Ondřej Pavelec                                  | K                                               | 189 cm                                          | 100 kg                                          | 1987. augusztus 31. (26 évesen)                 | Winnipeg Jets                                   |
| 53                                              | Alexander Salák                                 | K                                               | 190 cm                                          | 88 kg                                           | 1987. január 5. (27 évesen)                     | SZKA Szentpétervár                              |
| 8                                               | Michal Barinka                                  | V                                               | 192 cm                                          | 102 kg                                          | 1984. június 12. (29 évesen)                    | HC Vitkovice                                    |
| 3                                               | Radko Gudas                                     | V                                               | 183 cm                                          | 92 kg                                           | 1990. június 5. (23 évesen)                     | Tampa Bay Lightning                             |
| 7                                               | Tomáš Kaberle                                   | V                                               | 185 cm                                          | 97 kg                                           | 1978. március 2. (35 évesen)                    | HC Kladno                                       |
| 25                                              | Lukáš Krajíček                                  | V                                               | 189 cm                                          | 93 kg                                           | 1983. március 11. (30 évesen)                   | HK Dinama Minszk                                |
| 23                                              | Zbyněk Michálek                                 | V                                               | 189 cm                                          | 95 kg                                           | 1982. december 23. (31 évesen)                  | Phoenix Coyotes                                 |
| 32                                              | Michal Rozsíval                                 | V                                               | 185 cm                                          | 87 kg                                           | 1978. szeptember 3. (35 évesen)                 | Chicago Blackhawks                              |
| 5                                               | Ladislav Šmíd                                   | V                                               | 191 cm                                          | 102 kg                                          | 1986. február 1. (28 évesen)                    | Calgary Flames                                  |
| 2                                               | Marek Židlický                                  | V                                               | 180 cm                                          | 85 kg                                           | 1977. február 3. (37 évesen)                    | New Jersey Devils                               |
| 10                                              | Roman Červenka                                  | T                                               | 182 cm                                          | 89 kg                                           | 1985. december 10. (28 évesen)                  | SZKA Szentpétervár                              |
| 26                                              | Patrik Eliáš A                                  | T                                               | 185 cm                                          | 88 kg                                           | 1976. április 13. (37 évesen)                   | New Jersey Devils                               |
| 91                                              | Martin Erat                                     | T                                               | 182 cm                                          | 91 kg                                           | 1981. augusztus 29. (32 évesen)                 | Washington Capitals                             |
| 67                                              | Michael Frolík                                  | T                                               | 185 cm                                          | 89 kg                                           | 1988. február 17. (25 évesen)                   | Winnipeg Jets                                   |
| 11                                              | Martin Hanzal                                   | T                                               | 196 cm                                          | 99 kg                                           | 1987. február 20. (26 évesen)                   | Phoenix Coyotes                                 |
| 83                                              | Aleš Hemský                                     | T                                               | 183 cm                                          | 84 kg                                           | 1983. augusztus 13. (30 évesen)                 | Edmonton Oilers                                 |
| 68                                              | Jaromír Jágr A                                  | T                                               | 189 cm                                          | 104 kg                                          | 1972. február 15. (41 évesen)                   | New Jersey Devils                               |
| 46                                              | David Krejčí                                    | T                                               | 183 cm                                          | 80 kg                                           | 1986. április 28. (27 évesen)                   | Boston Bruins                                   |
| 9                                               | Milan Michálek                                  | T                                               | 188 cm                                          | 103 kg                                          | 1984. december 7. (29 évesen)                   | Ottawa Senators                                 |
| 93                                              | Petr Nedvěd                                     | T                                               | 192 cm                                          | 93 kg                                           | 1971. december 9. (42 évesen)                   | Bili Tygri Liberec                              |
| 12                                              | Jiří Novotný                                    | T                                               | 188 cm                                          | 94 kg                                           | 1983. augusztus 12. (30 évesen)                 | HC Lev Praha                                    |
| 18                                              | Ondřej Palát                                    | T                                               | 181 cm                                          | 79 kg                                           | 1991. március 28. (22 évesen)                   | Tampa Bay Lightning                             |
| 14                                              | Tomáš Plekanec C                                | T                                               | 178 cm                                          | 89 kg                                           | 1982. október 31. (31 évesen)                   | Philadelphia Flyers                             |
| 89                                              | Jakub Voráček                                   | T                                               | 189 cm                                          | 96 kg                                           | 1989. augusztus 15. (24 évesen)                 | Philadelphia Flyers                             |
| Vezetőedző: Alois Hadamczik                     | Vezetőedző: Alois Hadamczik                     | Vezetőedző: Alois Hadamczik                     | Vezetőedző: Alois Hadamczik                     | Vezetőedző: Alois Hadamczik                     | 1952. június 20. (61 évesen)                    | 1952. június 20. (61 évesen)                    |

Csoportkör
C csoport
| Hely. | Csapat           | M | Gy | HGy | HV | V | G+ | G– | Gk | P | Továbbjutás |
| ----- | ---------------- | - | -- | --- | -- | - | -- | -- | -- | - | ----------- |
| 1.    | Svédország (SWE) | 3 | 3  | 0   | 0  | 0 | 10 | 5  | +5 | 9 | Negyeddöntő |
| 2.    | Svájc (SUI)      | 3 | 2  | 0   | 0  | 1 | 2  | 1  | +1 | 6 | Rájátszás   |
| 3.    | Csehország (CZE) | 3 | 1  | 0   | 0  | 2 | 6  | 7  | −1 | 3 | Rájátszás   |
| 4.    | Lettország (LAT) | 3 | 0  | 0   | 0  | 3 | 5  | 10 | −5 | 0 | Rájátszás   |

| 2014. február 12. 21:00 (18:00) | Csehország (CZE) | 2–4 (0–2, 2–2, 0–0) | Svédország (SWE) | Bolsoj Jégcsarnok, Szocsi Nézőszám: 11 419 |

| Jegyzőkönyv | Jegyzőkönyv                 | Jegyzőkönyv                                          | Jegyzőkönyv      | Jegyzőkönyv                                                                                 |
| --- | --------------------------- | ---------------------------------------------------- | ---------------- | ------------------------------------------------------------------------------------------- |
| | Jakub Kovář Alexander Salák | Kapusok                                              | Henrik Lundqvist | Játékvezetők: Konsztantyin Olenyin Kelly Sutherland Vonalbírók: Ivan Gyedovla Greg Devorski |
| \| \| 0–1 \| 10:07 – D. Alfredsson (O. Ekman-Larsson, A. Steen) \| \| \| 0–2 \| 13:17 – P. Berglund (O. Ekman-Larsson, H. Lundqvist) \| \| \| 0–3 \| 20:51 – H. Zetterberg (G. Landeskog) \| \| \| 0–4 \| 24:07 – E. Karlsson (D. Sedin, N. Bäckström) (PP) \| \| M. Židlický (P. Eliáš) – 28:12 \| 1–4 \| \| \| J. Jágr (T. Plekanec, R. Červenka) – 30:01 \| 2–4 \| \| |                             |                                                      |                  | Játékvezetők: Konsztantyin Olenyin Kelly Sutherland Vonalbírók: Ivan Gyedovla Greg Devorski |
| 10 perc | Büntetések                  | 10 perc                                              |                  | Játékvezetők: Konsztantyin Olenyin Kelly Sutherland Vonalbírók: Ivan Gyedovla Greg Devorski |
| 29 | Lövések                     | 25                                                   |                  | Játékvezetők: Konsztantyin Olenyin Kelly Sutherland Vonalbírók: Ivan Gyedovla Greg Devorski |
| | 0–1                         | 10:07 – D. Alfredsson (O. Ekman-Larsson, A. Steen)   |                  | Játékvezetők: Konsztantyin Olenyin Kelly Sutherland Vonalbírók: Ivan Gyedovla Greg Devorski |
| | 0–2                         | 13:17 – P. Berglund (O. Ekman-Larsson, H. Lundqvist) |                  | Játékvezetők: Konsztantyin Olenyin Kelly Sutherland Vonalbírók: Ivan Gyedovla Greg Devorski |
| | 0–3                         | 20:51 – H. Zetterberg (G. Landeskog)                 |                  | Játékvezetők: Konsztantyin Olenyin Kelly Sutherland Vonalbírók: Ivan Gyedovla Greg Devorski |
| | 0–4                         | 24:07 – E. Karlsson (D. Sedin, N. Bäckström) (PP)    |                  |                                                                                             |
| M. Židlický (P. Eliáš) – 28:12 | 1–4                         |                                                      |                  |                                                                                             |
| J. Jágr (T. Plekanec, R. Červenka) – 30:01 | 2–4                         |                                                      |                  |                                                                                             |

| 2014. február 14. 12:00 (9:00) | Csehország (CZE) | 4–2 (2–1, 2–1, 0–0) | Lettország (LAT) | Bolsoj Jégcsarnok, Szocsi Nézőszám: 5831 |

| Jegyzőkönyv | Jegyzőkönyv    | Jegyzőkönyv                                       | Jegyzőkönyv      | Jegyzőkönyv                                                             |
| --- | -------------- | ------------------------------------------------- | ---------------- | ----------------------------------------------------------------------- |
| | Ondřej Pavelec | Kapusok                                           | Edgars Masaļskis | Játékvezetők: Tim Peel Jyri Ronn Vonalbírók: Andre Schrader Mark Wheler |
| \| M. Erat (D. Krejčí, A. Hemský) – 10:10 \| 1–0 \| \| \| \| 1–1 \| 13:05 – J. Sprukts (K. Rēdlihs, L. Dārziņš) (PP1) \| \| J. Jágr (M. Židlický, T. Plekanec) (PP1) – 19:29 \| 2–1 \| \| \| \| 2–2 \| 22:45 – H. Vasiļjevs (G. Pujacs) \| \| J. Voráček (Z. Michálek) – 27:06 \| 3–2 \| \| \| M. Židlický (M. Hanzal, P. Nedvěd) – 37:02 \| 4–2 \| \| |                |                                                   |                  | Játékvezetők: Tim Peel Jyri Ronn Vonalbírók: Andre Schrader Mark Wheler |
| 8 perc | Büntetések     | 8 perc                                            |                  | Játékvezetők: Tim Peel Jyri Ronn Vonalbírók: Andre Schrader Mark Wheler |
| 39 | Lövések        | 20                                                |                  | Játékvezetők: Tim Peel Jyri Ronn Vonalbírók: Andre Schrader Mark Wheler |
| M. Erat (D. Krejčí, A. Hemský) – 10:10 | 1–0            |                                                   |                  | Játékvezetők: Tim Peel Jyri Ronn Vonalbírók: Andre Schrader Mark Wheler |
| | 1–1            | 13:05 – J. Sprukts (K. Rēdlihs, L. Dārziņš) (PP1) |                  | Játékvezetők: Tim Peel Jyri Ronn Vonalbírók: Andre Schrader Mark Wheler |
| J. Jágr (M. Židlický, T. Plekanec) (PP1) – 19:29 | 2–1            |                                                   |                  | Játékvezetők: Tim Peel Jyri Ronn Vonalbírók: Andre Schrader Mark Wheler |
| | 2–2            | 22:45 – H. Vasiļjevs (G. Pujacs)                  |                  |                                                                         |
| J. Voráček (Z. Michálek) – 27:06 | 3–2            |                                                   |                  |                                                                         |
| M. Židlický (M. Hanzal, P. Nedvěd) – 37:02 | 4–2            |                                                   |                  |                                                                         |

| 2014. február 15. 21:00 (18:00) | Svájc (SUI) | 1–0 (1–0, 0–0, 0–0) | Csehország (CZE) | Bolsoj Jégcsarnok, Szocsi Nézőszám: 10 253 |

| Jegyzőkönyv                                                    | Jegyzőkönyv  | Jegyzőkönyv | Jegyzőkönyv    | Jegyzőkönyv                                                                                   |
| -------------------------------------------------------------- | ------------ | ----------- | -------------- | --------------------------------------------------------------------------------------------- |
|                                                                | Jonas Hiller | Kapusok     | Ondřej Pavelec | Játékvezetők: Daniel Piechaczek Kevin Pollock Vonalbírók: Brad Kovachik Christopher Woodworth |
| \| S. Bodenmann (D. Hollenstein, K. Romy) – 14:10 \| 1–0 \| \| |              |             |                | Játékvezetők: Daniel Piechaczek Kevin Pollock Vonalbírók: Brad Kovachik Christopher Woodworth |
| 10 perc                                                        | Büntetések   | 6 perc      |                | Játékvezetők: Daniel Piechaczek Kevin Pollock Vonalbírók: Brad Kovachik Christopher Woodworth |
| 26                                                             | Lövések      | 26          |                | Játékvezetők: Daniel Piechaczek Kevin Pollock Vonalbírók: Brad Kovachik Christopher Woodworth |
| S. Bodenmann (D. Hollenstein, K. Romy) – 14:10                 | 1–0          |             |                | Játékvezetők: Daniel Piechaczek Kevin Pollock Vonalbírók: Brad Kovachik Christopher Woodworth |

Rájátszás a negyeddöntőbe jutásért
| 2014. február 18. 21:00 (18:00) | Csehország (CZE) | 5–3 (3–0, 1–1, 1–2) | Szlovákia (SVK) | Sajba Aréna, Szocsi Nézőszám: 3628 |

| Jegyzőkönyv | Jegyzőkönyv    | Jegyzőkönyv                                | Jegyzőkönyv | Jegyzőkönyv                                                                         |
| --- | -------------- | ------------------------------------------ | ----------- | ----------------------------------------------------------------------------------- |
| | Ondřej Pavelec | Kapusok                                    | Ján Laco    | Játékvezetők: Tim Peel Marcus Vinnerborg Vonalbírók: Lonnie Cameron Sakari Suominen |
| \| A. Hemský (T. Kaberle, J. Voráček) (PP) – 06:53 \| 1–0 \| \| \| R. Červenka (J. Jágr, T. Plekanec) – 07:22 \| 2–0 \| \| \| D. Krejčí (T. Kaberle, R. Gudas) (PP) – 17:03 \| 3–0 \| \| \| R. Červenka – 35:41 \| 4–0 \| \| \| \| 4–1 \| 38:57 – M. Hossa (A. Sekera, M. Handzuš) \| \| \| 4–2 \| 47:20 – M. Hossa (T. Tatar, M. Handzuš) \| \| \| 4–3 \| 48:51 – T. Surový (A. Sekera, M. Bartovič) \| \| T. Plekanec (D. Krejčí) (ENG, PP) – 59:21 \| 5–3 \| \| |                |                                            |             | Játékvezetők: Tim Peel Marcus Vinnerborg Vonalbírók: Lonnie Cameron Sakari Suominen |
| 2 perc | Büntetések     | 10 perc                                    |             | Játékvezetők: Tim Peel Marcus Vinnerborg Vonalbírók: Lonnie Cameron Sakari Suominen |
| 29 | Lövések        | 32                                         |             | Játékvezetők: Tim Peel Marcus Vinnerborg Vonalbírók: Lonnie Cameron Sakari Suominen |
| A. Hemský (T. Kaberle, J. Voráček) (PP) – 06:53 | 1–0            |                                            |             | Játékvezetők: Tim Peel Marcus Vinnerborg Vonalbírók: Lonnie Cameron Sakari Suominen |
| R. Červenka (J. Jágr, T. Plekanec) – 07:22 | 2–0            |                                            |             | Játékvezetők: Tim Peel Marcus Vinnerborg Vonalbírók: Lonnie Cameron Sakari Suominen |
| D. Krejčí (T. Kaberle, R. Gudas) (PP) – 17:03 | 3–0            |                                            |             | Játékvezetők: Tim Peel Marcus Vinnerborg Vonalbírók: Lonnie Cameron Sakari Suominen |
| R. Červenka – 35:41 | 4–0            |                                            |             |                                                                                     |
| | 4–1            | 38:57 – M. Hossa (A. Sekera, M. Handzuš)   |             |                                                                                     |
| | 4–2            | 47:20 – M. Hossa (T. Tatar, M. Handzuš)    |             |                                                                                     |
| | 4–3            | 48:51 – T. Surový (A. Sekera, M. Bartovič) |             |                                                                                     |
| T. Plekanec (D. Krejčí) (ENG, PP) – 59:21 | 5–3            |                                            |             |                                                                                     |

Negyeddöntő
| 2014. február 19. 21:00 (18:00) | Egyesült Államok (USA) | 5–2 (3–1, 1–0, 1–1) | Csehország (CZE) | Sajba Aréna, Szocsi Nézőszám: 4606 |

| Jegyzőkönyv | Jegyzőkönyv    | Jegyzőkönyv       | Jegyzőkönyv                    | Jegyzőkönyv                                                                            |
| --- | -------------- | ----------------- | ------------------------------ | -------------------------------------------------------------------------------------- |
| | Jonathan Quick | Kapusok           | Ondřej Pavelec Alexander Salák | Játékvezetők: Konsztantyin Olenyin Kevin Pollock Vonalbírók: Derek Amell Ivan Gyedovla |
| \| J. van Riemsdyk (R. Kesler, P. Kane) – 01:39 \| 1–0 \| \| \| \| 1–1 \| 04:31 – A. Hemsky \| \| D. Brown (D. Backes, R. Suter) – 14:38 \| 2–1 \| \| \| D. Backes (R. Suter, R. McDonagh) – 19:58 \| 3–1 \| \| \| Z. Parise (J. Pavelski, R. Suter) – 29:31 \| 4–1 \| \| \| P. Kessel (R. Kesler, K. Shattenkirk) – 42:01 \| 5–1 \| \| \| \| 5–2 \| 53:00 – A. Hemsky \| |                |                   |                                | Játékvezetők: Konsztantyin Olenyin Kevin Pollock Vonalbírók: Derek Amell Ivan Gyedovla |
| 2 perc | Büntetések     | 6 perc            |                                | Játékvezetők: Konsztantyin Olenyin Kevin Pollock Vonalbírók: Derek Amell Ivan Gyedovla |
| 25 | Lövések        | 23                |                                | Játékvezetők: Konsztantyin Olenyin Kevin Pollock Vonalbírók: Derek Amell Ivan Gyedovla |
| J. van Riemsdyk (R. Kesler, P. Kane) – 01:39 | 1–0            |                   |                                | Játékvezetők: Konsztantyin Olenyin Kevin Pollock Vonalbírók: Derek Amell Ivan Gyedovla |
| | 1–1            | 04:31 – A. Hemsky |                                | Játékvezetők: Konsztantyin Olenyin Kevin Pollock Vonalbírók: Derek Amell Ivan Gyedovla |
| D. Brown (D. Backes, R. Suter) – 14:38 | 2–1            |                   |                                | Játékvezetők: Konsztantyin Olenyin Kevin Pollock Vonalbírók: Derek Amell Ivan Gyedovla |
| D. Backes (R. Suter, R. McDonagh) – 19:58 | 3–1            |                   |                                |                                                                                        |
| Z. Parise (J. Pavelski, R. Suter) – 29:31 | 4–1            |                   |                                |                                                                                        |
| P. Kessel (R. Kesler, K. Shattenkirk) – 42:01 | 5–1            |                   |                                |                                                                                        |
| | 5–2            | 53:00 – A. Hemsky |                                |                                                                                        |

| Csapat           | Helyezés |
| ---------------- | -------- |
| Csehország (CZE) | 6.       |

## Műkorcsolya
| Versenyző         | Versenyszám  | Rövid program | Rövid program | Kűr    | Kűr   | Összesítés | Összesítés |
| Versenyző         | Versenyszám  | Pont          | Hely.         | Pont   | Hely. | Pont       | Helyezés   |
| ----------------- | ------------ | ------------- | ------------- | ------ | ----- | ---------- | ---------- |
| Michal Březina    | Férfi egyéni | 81,95         | 12.           | 151,67 | 13.   | 233,62     | 10.        |
| Tomáš Verner      | Férfi egyéni | 81,09         | 13.           | 151,90 | 12.   | 232,99     | 11.        |
| Elizaveta Ukolova | Női egyéni   | 51,87         | 20.           | 84,55  | 23.   | 136,42     | 22.        |

## Rövidpályás gyorskorcsolya
Férfi
| Versenyző      | Versenyszám | Előfutam | Előfutam | Elődöntő | Elődöntő | B döntő | B döntő | Döntő   | Döntő   | Helyezés |
| Versenyző      | Versenyszám | Idő      | Hely.    | Idő      | Hely.    | Idő     | Hely.   | Idő     | Hely.   | Helyezés |
| -------------- | ----------- | -------- | -------- | -------- | -------- | ------- | ------- | ------- | ------- | -------- |
| Vojtěch Loudín | 1500 m      | 2:14.906 | 5.       | kiesett  | kiesett  | kiesett | kiesett | kiesett | kiesett | 26.      |

Női
| Versenyző        | Versenyszám | Előfutam | Előfutam | Negyeddöntő | Negyeddöntő | Elődöntő | Elődöntő | B döntő | B döntő | Döntő   | Döntő   | Helyezés    |
| Versenyző        | Versenyszám | Idő      | Hely.    | Idő         | Hely.       | Idő      | Hely.    | Idő     | Hely.   | Idő     | Hely.   | Helyezés    |
| ---------------- | ----------- | -------- | -------- | ----------- | ----------- | -------- | -------- | ------- | ------- | ------- | ------- | ----------- |
| Kateřina Novotná | 1000 m      | büntetés | büntetés | kiesett     | kiesett     | kiesett  | kiesett  | kiesett | kiesett | kiesett | kiesett | helyezetlen |
| Kateřina Novotná | 1500 m      | 2:27,232 | 6.       |             |             | kiesett  | kiesett  | kiesett | kiesett | kiesett | kiesett | 31.         |

## Síakrobatika
Akrobatika
| Versenyző   | Versenyszám      | Selejtező | Selejtező | Selejtező | Döntő    | Döntő    | Döntő    |
| Versenyző   | Versenyszám      | 1. futam  | 2. futam  | Hely.     | 1. futam | 2. futam | Helyezés |
| ----------- | ---------------- | --------- | --------- | --------- | -------- | -------- | -------- |
| Marek Skála | Férfi slopestyle | 51,60     | 54,60     | 26.       | kiesett  | kiesett  | kiesett  |

Mogul
| Versenyző         | Versenyszám | Selejtező | Selejtező | Selejtező | Selejtező     | Selejtező     | Selejtező     | Döntő    | Döntő    | Döntő    | Döntő    | Döntő    | Döntő    | Döntő    | Döntő    | Helyezés |
| Versenyző         | Versenyszám | 1. futam  | 1. futam  | 1. futam  | 2. futam      | 2. futam      | 2. futam      | 1. futam | 1. futam | 1. futam | 2. futam | 2. futam | 2. futam | 3. futam | 3. futam | Helyezés |
| Versenyző         | Versenyszám | Idő       | Pont      | Hely.     | Idő           | Pont          | Hely.         | Idő      | Pont     | Hely.    | Idő      | Pont     | Hely.    | Idő      | Pont     | Helyezés |
| ----------------- | ----------- | --------- | --------- | --------- | ------------- | ------------- | ------------- | -------- | -------- | -------- | -------- | -------- | -------- | -------- | -------- | -------- |
| Nikola Sudová     | Női         | 31,30     | 20,38     | 11.       | 31,48         | 20,43         | 3.            | 30,76    | 21,82    | 1.       | 32,09    | 20,97    | 9.       | kiesett  | kiesett  | 9.       |
| Tereza Vaculíková | Női         | 34,03     | 17,46     | 20.       | nem ért célba | nem ért célba | nem ért célba | kiesett  | kiesett  | kiesett  | kiesett  | kiesett  | kiesett  | kiesett  | kiesett  | 27.      |

Krossz
| Versenyző       | Versenyszám | Selejtező     | Selejtező | Nyolcaddöntő | Negyeddöntő | Elődöntő | Döntő    | Helyezés |
| Versenyző       | Versenyszám | Idő           | Hely.     | Helyezés     | Helyezés    | Helyezés | Helyezés | Helyezés |
| --------------- | ----------- | ------------- | --------- | ------------ | ----------- | -------- | -------- | -------- |
| Tomas Kraus     | Férfi       | 1:17,41       | 10.       | 3.           | kiesett     | kiesett  | kiesett  | 18.      |
| Andrea Zemanova | Női         | 1:25,96       | 20.       | 3.           | kiesett     | kiesett  | kiesett  | 21.      |
| Nicol Kucerova  | Női         | nem ért célba | 27.       | 3.           | kiesett     | kiesett  | kiesett  | 24.      |

## Sífutás
Férfi
| Versenyző                                        | Versenyszám     | Selejtező | Selejtező | Negyeddöntő | Negyeddöntő | Elődöntő | Elődöntő | Döntő     | Döntő    |
| Versenyző                                        | Versenyszám     | Idő       | Hely.     | Idő         | Hely.       | Idő      | Hely.    | Idő       | Helyezés |
| ------------------------------------------------ | --------------- | --------- | --------- | ----------- | ----------- | -------- | -------- | --------- | -------- |
| Lukáš Bauer                                      | 15 km           |           |           |             |             |          |          | 39:28,6   | 5.       |
| Lukáš Bauer                                      | 50 km           |           |           |             |             |          |          | 1:48:51,3 | 31.      |
| Martin Jakš                                      | 30 km           |           |           |             |             |          |          | 1:10:52,1 | 28.      |
| Martin Jakš                                      | 50 km           |           |           |             |             |          |          | 1:50:00,5 | 37.      |
| Petr Novák                                       | 30 km           |           |           |             |             |          |          | 1:11:28,5 | 36.      |
| Petr Novák                                       | 50 km           |           |           |             |             |          |          | 1:48:41,0 | 29.      |
| Jiří Magál                                       | 30 km           |           |           |             |             |          |          | 1:12:49,5 | 44.      |
| Jiří Magál                                       | 50 km           |           |           |             |             |          |          | 1:56:28,7 | 52.      |
| Dušan Kožišek                                    | Sprint          | 3:40,56   | 41.       | kiesett     | kiesett     | kiesett  | kiesett  | kiesett   | 41.      |
| Aleš Razým                                       | Sprint          | 3:43,24   | 49.       | kiesett     | kiesett     | kiesett  | kiesett  | kiesett   | 49.      |
| Martin Jakš Aleš Razým                           | Csapatsprint    |           |           |             |             | 23:39,06 | 2.       | 24:01,83  | 9.       |
| Aleš Razym Lukáš Bauer Martin Jakš Dušan Kožíšek | 4 × 10 km váltó |           |           |             |             |          |          | 1:30:36,8 | 8.       |

Női
| Versenyző                                                             | Versenyszám    | Selejtező | Selejtező | Negyeddöntő | Negyeddöntő | Elődöntő | Elődöntő | Döntő     | Döntő    |
| Versenyző                                                             | Versenyszám    | Idő       | Hely.     | Idő         | Hely.       | Idő      | Hely.    | Idő       | Helyezés |
| --------------------------------------------------------------------- | -------------- | --------- | --------- | ----------- | ----------- | -------- | -------- | --------- | -------- |
| Eva Vrabcová-Nývltová                                                 | 10 km          |           |           |             |             |          |          | 30:06,7   | 21.      |
| Eva Vrabcová-Nývltová                                                 | 15 km          |           |           |             |             |          |          | 40:08,8   | 11.      |
| Eva Vrabcová-Nývltová                                                 | 30 km          |           |           |             |             |          |          | 1:12:27,1 | 5.       |
| Klara Moravcová                                                       | 10 km          |           |           |             |             |          |          | 32:00,6   | 48.      |
| Klara Moravcová                                                       | 15 km          |           |           |             |             |          |          | 44:40,8   | 58.      |
| Klara Moravcová                                                       | 30 km          |           |           |             |             |          |          | 1:20:56,4 | 45.      |
| Petra Novaková                                                        | 15 km          |           |           |             |             |          |          | 41:20,7   | 36.      |
| Petra Novaková                                                        | 30 km          |           |           |             |             |          |          | 1:17:49,6 | 37.      |
| Petra Novaková                                                        | Sprint         | 2:39,44   | 25.       | 2:47,52     | 5.          | kiesett  | kiesett  | kiesett   | 24.      |
| Karolina Grohová                                                      | Sprint         | 2:41,75   | 38.       | kiesett     | kiesett     | kiesett  | kiesett  | kiesett   | 38.      |
| Eva Vrabcová-Nývltová Karolína Grohová Petra Nováková Klára Moravcová | 4 × 5 km váltó |           |           |             |             |          |          | 56:29,8   | 10.      |

## Síugrás
Férfi
| Versenyző                                           | Versenyszám | Selejtező | Selejtező | Selejtező | 1. ugrás | 1. ugrás | 1. ugrás | 2. ugrás | 2. ugrás | 2. ugrás | Összesítés | Összesítés |
| Versenyző                                           | Versenyszám | Táv       | Pont      | Hely.     | Táv      | Pont     | Hely.    | Táv      | Pont     | Hely.    | Pont       | Helyezés   |
| --------------------------------------------------- | ----------- | --------- | --------- | --------- | -------- | -------- | -------- | -------- | -------- | -------- | ---------- | ---------- |
| Jakub Janda                                         | Normálsánc  | 98,5      | 117,0     | 10.       | 98,5     | 125,2    | 17.      | 96,5     | 118,6    | 21.      | 243,8      | 19.        |
| Jakub Janda                                         | Nagysánc    | 124,5     | 113,6     | 10.       | 127,0    | 115,3    | 27.      | 126,0    | 116,3    | 27.      | 231,6      | 27.        |
| Roman Koudelka                                      | Normálsánc  | 99,5      | 121,3     | 6.        | 98,5     | 122,5    | 24.      | 99,5     | 124,3    | 13.      | 246,8      | 16.        |
| Roman Koudelka                                      | Nagysánc    | 120,0     | 104,6     | 20.       | 128,0    | 119,1    | 21.      | 125,5    | 124,4    | =14.     | 243,5      | 19.        |
| Jan Matura                                          | Normálsánc  | 97,0      | 118,5     | 8.        | 96,5     | 123,9    | 18.      | 95,5     | 115,6    | 25.      | 239,5      | 23.        |
| Jan Matura                                          | Nagysánc    | 120,5     | 106,4     | 17.       | 131,0    | 125,6    | 11.      | 121,0    | 119,2    | 22.      | 244,8      | 18.        |
| Lukáš Hlava                                         | Normálsánc  | 92,5      | 108,7     | 24.       | 91,5     | 105,7    | 46.      | kiesett  | kiesett  | kiesett  | kiesett    | kiesett    |
| Antonín Hájek                                       | Nagysánc    | 117,0     | 91,8      | 34.       | 128,0    | 113,6    | 28.      | 124,5    | 112,1    | 28.      | 225,7      | 28.        |
| Jakub Janda Antonín Hájek Roman Koudelka Jan Matura | Csapat      |           |           |           | 504,0    | 476,0    | 7.       | 516,5    | 491,8    | 7.       | 967,8      | 7.         |

## Snowboard
Parallel
| Versenyző     | Versenyszám               | Selejtező | Selejtező | Nyolcaddöntő                       | Negyeddöntő                     | Elődöntő          | Döntő             | Helyezés |
| Versenyző     | Versenyszám               | Idő       | Hely.     | Ellenfél Eredmény                  | Ellenfél Eredmény               | Ellenfél Eredmény | Ellenfél Eredmény | Helyezés |
| ------------- | ------------------------- | --------- | --------- | ---------------------------------- | ------------------------------- | ----------------- | ----------------- | -------- |
| Ester Ledecká | Női parallel slalom       | 1:03,74   | 2.        | Natalja Szoboleva (RUS) · GY –0,18 | Anke Karstens (GER) · V +0,30   | kiesett           | kiesett           | 6.       |
| Ester Ledecká | Női parallel giant slalom | 1:49,17   | 10.       | Claudia Riegler (AUT) · GY –0,49   | Patrizia Kummer (SUI) · V +0,30 | kiesett           | kiesett           | 7.       |

Akrobatika
| Versenyző        | Versenyszám    | Selejtező | Selejtező | Selejtező | Elődöntő | Elődöntő | Elődöntő | Döntő    | Döntő    | Helyezés |
| Versenyző        | Versenyszám    | 1. futam  | 2. futam  | Hely.     | 1. futam | 2. futam | Hely.    | 1. futam | 2. futam | Helyezés |
| ---------------- | -------------- | --------- | --------- | --------- | -------- | -------- | -------- | -------- | -------- | -------- |
| Sarka Pancochova | Női halfpipe   | 42,75     | 66,25     | 8.        | 34,00    | 31,50    | 10.      | kiesett  | kiesett  | 16.      |
| Sarka Pancochova | Női slopestyle | 77,75     | 33,75     | 5.        | 90,50    | 22,50    | 1.       | 86,25    | 20,00    | 5.       |

Snowboard cross
| Versenyző   | Versenyszám | Selejtező | Selejtező | Nyolcaddöntő | Negyeddöntő | Elődöntő | Döntő    | Helyezés |
| Versenyző   | Versenyszám | Idő       | Hely.     | Helyezés     | Helyezés    | Helyezés | Helyezés | Helyezés |
| ----------- | ----------- | --------- | --------- | ------------ | ----------- | -------- | -------- | -------- |
| Emil Novák  | Férfi       | törölve   | törölve   | 4.           | kiesett     | kiesett  | kiesett  | 25.      |
| David Bakeš | Férfi       | törölve   | törölve   | 4.           | kiesett     | kiesett  | kiesett  | 25.      |
| Eva Samková | Női         | 1:20,61   | 1.        |              | 1.          | 1.       | 1.       |          |

## Szánkó
| Versenyző                                               | Versenyszám  | 1. futam | 1. futam | 2. futam | 2. futam | 3. futam | 3. futam | 4. futam | 4. futam | Összesítés | Összesítés |
| Versenyző                                               | Versenyszám  | Idő      | Hely.    | Idő      | Hely.    | Idő      | Hely.    | Idő      | Hely.    | Idő        | Helyezés   |
| ------------------------------------------------------- | ------------ | -------- | -------- | -------- | -------- | -------- | -------- | -------- | -------- | ---------- | ---------- |
| Ondřej Hyman                                            | Férfi egyes  | 53,222   | 24.      | 53,145   | 25.      | 52,783   | 26.      | 52,708   | 26.      | 3:31,858   | 25.        |
| Antonín Brož Lukáš Brož                                 | Kettes       | 50,665   | 15.      | 50,387   | 11.      |          |          |          |          | 1:41,052   | 13.        |
| Vendula Kotenová                                        | Női egyes    | 51,760   | 25.      | 51,492   | 24.      | 51,856   | 26.      | 51,567   | 24.      | 3:26,675   | 24.        |
| Vendula Kotenová Ondřej Hyman Lukáš Brož / Antonín Brož | Vegyes váltó |          |          |          |          |          |          |          |          | 2:49,805   | 9.         |